# Partit Comunista Revolucionari Voltaic
El Partit Comunista Revolucionari Voltaic (Parti communiste révolutionnaire voltaïque, PCRV) és un partit comunista de Burkina Faso. Va ser fundat l'1 d'octubre del 1978, seguint una escissió a l'Organització Comunista Voltaica (OCV). El PCRV segueix la línia política del desaparegut Partit del Treball Albanès, una variant antirevisionista del marxisme-leninisme que va arribar a ser coneguda com a hoxhaisme.. Va promoure la 'Revolució Nacionaldemocràtica i Popular' (RNDP).
El PCRV no va donar suport al govern revolucionari de Thomas Sankara. Això va conduir a una escissió i la formació del Grup Comunista Burkinès. Publica Bug-Parga i és un actiu participant en la Conferència Internacional de Partits i Organitzacions Marxista-Leninistes (Unitat i Lluita).
El cop d'estat de l'Alt Voltà de 1983 va elevar Thomas Sankara al poder. En aquell moment, el PCRV tenia poderosos vincles amb els sindicats i els moviments estudiantils. El partit, però, es va negar a participar en el govern revolucionari de Sankara, argumentant que un cop militar no era el mateix que una revolució popular. El 1984, va tornar a negar-se a participar en el govern durant una remodelació del gabinet. Això va conduir a una escissió i a la formació del Grup Comunista Burkinès.